# Isabelle de Gélieu
 (juin 2023).
Si vous disposez d'ouvrages ou d'articles de référence ou si vous connaissez des sites web de qualité traitant du thème abordé ici, merci de compléter l'article en donnant les références utiles à sa vérifiabilité et en les liant à la section « Notes et références ».
Œuvres principales
Louise et Albert, ou Le danger d'être trop exigeant
Isabelle de Gélieu, épouse Morel, née le 9 juillet 1779 à Lignières et morte le 18 octobre 1834 à Corgémont, est une femme de lettres suisse.

## Biographie
Isabelle de Gélieu est la fille du pasteur Jonas de Gélieu et de son épouse Marguerite-Isabelle Frêne, elle-même fille du pasteur Théophile-Rémy Frêne. Elle apprend à lire et écrire à la cure de Lignières et, à l’âge de dix ans, convainc son père de lui apprendre le latin, langue peu enseignée aux jeunes filles du XVIIIe siècle. À l’âge de treize ans, sa famille l’envoie à Bâle pour y apprendre l’allemand au pensionnat de sa tante Esther Mieg.
De retour à Colombier où son père est pasteur depuis 1790, elle prend contact avec Isabelle de Charrière en 1795. Cette dernière reconnaît son talent et lui donne des leçons d’anglais. Avec Madame de Charrière, Isabelle de Gélieu publie en 1797 la traduction française du roman Nature and Art d’Elizabeth Inchbald.
Quelque temps après, Isabelle commence à écrire personnellement un roman intitulé Louise et Albert ou Le danger d’être trop exigeant. Ce roman est publié à Lausanne en 1803. La même année, Ludwig Ferdinand Huber, le traducteur des œuvres d’Isabelle de Charrière, publie une traduction allemande approximative dans le journal Flora, Teutschlands Töchtern geweiht von Freundinnen und Freunden des Schönen Geschlechts. (Flora, Dédiée aux filles de l’Allemagne par des amis et amies du beau sexe).
Forcée par sa famille à se marier, elle rompt sur les instances d’Isabelle de Charrière les fiançailles prévues par ses parents. Mais, en 1801, elle épouse le pasteur Charles-Ferdinand Morel de Corgémont, candidat d’Isabelle de Charrière et de son grand-père Frêne.
Mère de trois enfants, Isabelle peine à assouvir ses ambitions littéraires. En outre, son ménage souffre de difficultés conjugales, consécutives à la crise économique des années 1820 dans laquelle son mari perd la fortune familiale.
Dès 1820 Isabelle Morel-de Gélieu commence à traduire en français des œuvres de la littérature allemande, dont le Manuel des mères de Pestalozzi, l’Alamontade de Zschokke, le roman historique Gertrud von Wart oder Treue bis in den Tod du pasteur suisse Johann-Conrad Appenzeller et le roman Annette und Wilhelm de Kotzebue. Elle publie aussi un recueil de vers de Schiller. Elle traduit également des décrets du gouvernement du canton de Berne et de l’église protestante du canton.
À la suite des mouvements révolutionnaires de 1830, la maison des Morel s’ouvre aux réfugiés démocrates de Suisse et de Pologne, mais Isabelle est déchirée entre la tradition royaliste de sa famille neuchâteloise et ses propres idées libérales et démocrates, partagées par son mari.
En 1833 elle tombe malade d’un cancer du sein et meurt en 1834.
Son journal personnel est publié par Dorette Berthoud en 1973 sous le nom de "Le Journal d'Isabelle Morel-de Gélieu" et ensuite fait l'objet d'une monographie par François Noirjean et Jorge de Silva en 2020 comme Journal 1819-1834.

## Œuvre
- Poésie : La cascade de Norange et Réponse à Mme de Charrière 1795[3].
  - Complainte de David sur la mort de Saül et de Jonathan. Poésie inédite de M"" Morel.(s.d.)[4]
- La Nature et l'art. Roman par Mistriss Inchbald. Nouvelle traduction par Mlle de G*** et Mme de C***, Paris 1797 (= Neuchâtel, Louis Fauche-Borel)[5]
- Louise et Albert ou Le Danger d'être trop exigeant, Lausanne, Hignou, 1803[6], Nouvelle édition Neuchâtel, Nouvelle revue neuchâteloise, 1999. 166 p.  (ISBN 9782880800055)[7]
  - Albrecht und Luise, eine schweizerische Erzählung nach dem Französischen der Madame ****. Übersetzung von Ludwig Ferdinand Huber. In Flora, Teutschlands Töchtern geweiht von Freundinnen und Freunden des Schönen Geschlechts, IV (1803), p. 68-170[8]
- Avant-propos du livre du pasteur Théophile-Rémy Frêne 1727-1804, Cléobule ou Pensées diverses d'un Pasteur de campagne publiées après sa mort. 1807[9],[10]
- Gertrude de Wart ou l’épouse fidèle. Roman historique; traduit de l’allemand de M. Appenzeller, par Mme Morel, Paris, A. Eymery, 1818[11].
- Manuel des Mères de Pestalozzi, traduit de l’allemand. Genève, J.J. Paschoud, 1821[12]
- Annette et Wilhelm, ou la Constance éprouvée, traduit de l'allemand de Kotzebue, par Mme Morel. Paris, L. Tenré, 1821. 2 vol.
- Choix de pièces fugitives de Schiller, trad. de l'allemand par Mme Morel. Paris, Le Normant père, 1825[13]. nouvelle édition Hachette, 2013.
- Journal 1819-1834. Éd. François Noirjean; Jorge Da Silva, préface Caroline Calame. Neuchâtel, Livreo-Alphil, 2020 469 p.  (ISBN 978-2-88930-252-9)